# ویولنسل
ویولنسل یا ویلنسل یا ویولونسل (به ایتالیایی: violoncello) یا چِلو (به انگلیسی: cello) سازی زهی و آرشه‌ای از خانوادهٔ ویولن است. صدای این ساز در منطقهٔ میانیِ سازهای این خانواده قرار دارد.

## ویژگی
ویولنسل از ویولن و ویولا بزرگ‌تر است. در هنگام اجرا، این ساز در بین دو پای نوازنده قرار می‌گیرد و از طرفی دیگر، توسط میله‌ای که در انتهای آن تعبیه شده، روی زمین استوار می‌شود. این ساز از خانوادهٔ سازهای زهی (آرشه‌ای) است. استفاده از این ساز در تک‌نوازی‌ها (سُلو)، در گروه‌نوازی‌ها، از جمله در ارکسترهای مجلسی و ارکسترهای سمفونیک متداول است. این ساز عضو ثابت در ارکسترها به صورت استاندارد است که در بخش باسِ زهی‌ها قرار می‌گیرد. همچنین، در بیشتر آنسامبل‌های دیگر نیز حضور دارد. کنسرتوها و سوناتهای فراوان برای ویولنسل نوشته شده‌است.
کوک سیم‌های این ساز به‌ترتیب از زیر به بم عبارت است از: لا (سیم اول)، رِ (سیم دوم)، سُل (سیم سوم)، دو (سیم چهارم)
سیم‌های ویولنسل نسبت به سیم‌های ویولا یک اکتاو بم‌تر کوک می‌شوند.
نُت این ساز را به دلیل گسترهٔ صوتیِ وسیعش با کلیدِ «فا» خط چهارم (اصوات منطقهٔ بم این ساز)، کلید «دو» خط چهارم (اصوات منطقهٔ میانیِ این ساز)، و کلید «سُل» (اصوات منطقهٔ زیر این ساز) می‌نویسند.

## مشاهیر ویولنسل

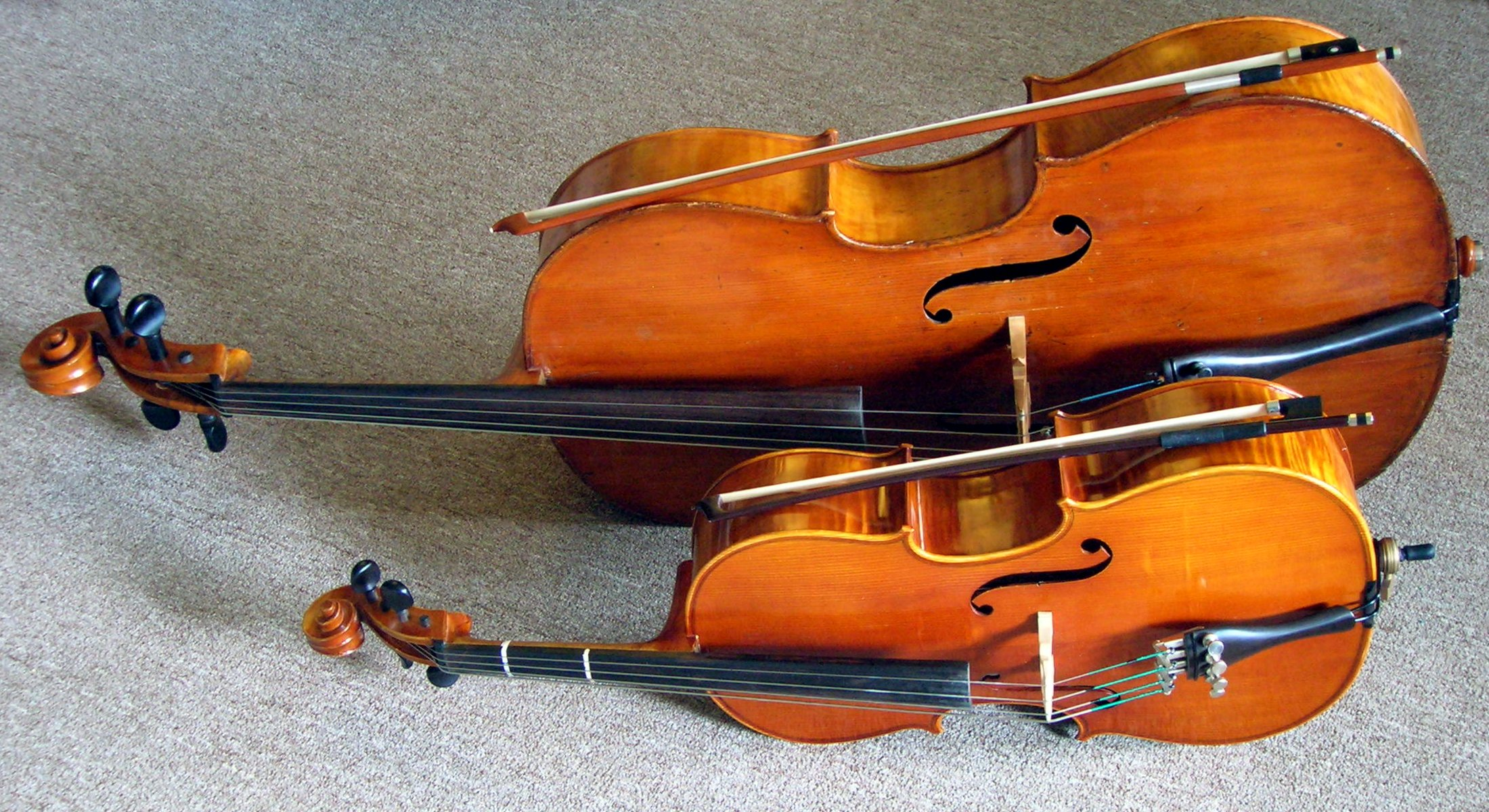
اندازهٔ یک‌چهارم و چهار چهارم در کنار هم

- مستیسلاف روستروپوویچ
- پی‌یر فورنیه
- پابلو کاسالس
- یو-یو ما
- میشا مایسکی
- آلیسا وایلرستاین

## نگارخانه

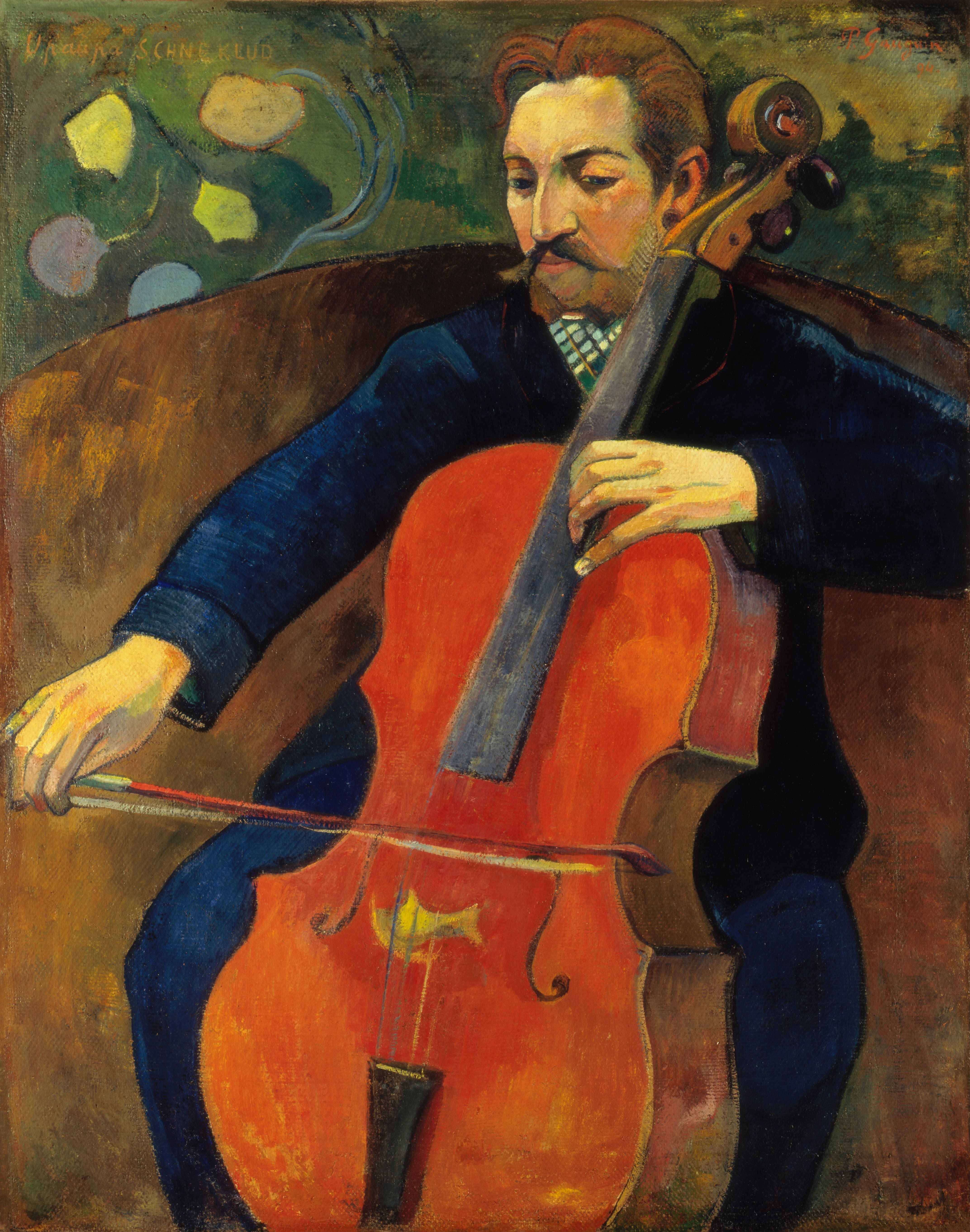
نوازنده ویولنسل اثر پل گوگن